# Sorbon
Sorbon ist eine französische Gemeinde mit 222 Einwohnern (Stand: 1. Januar 2022) im Département Ardennes in der Region Grand Est (bis 2015 Champagne-Ardenne). Sie gehört zum Kanton Rethel im Arrondissement Rethel sowie zum Gemeindeverband Pays Rethélois.

## Geographie
Umgeben wird Sorbon von den Nachbargemeinden Corny-Machéroménil im Nordosten, Novy-Chevrières und Bertoncourt im Osten, von dem Kantonshauptort Rethel im Südosten, Barby im Südwesten, Arnicourt im Westen sowie von den im Kanton Signy-l’Abbaye gelegenen Gemeinden Sery und Novion-Porcien im Norden.

## Bevölkerungsentwicklung
| Jahr                       | 1962 | 1968 | 1975 | 1982 | 1990 | 1999 | 2009 | 2018 |
| -------------------------- | ---- | ---- | ---- | ---- | ---- | ---- | ---- | ---- |
| Einwohner                  | 203  | 210  | 211  | 216  | 224  | 216  | 205  | 200  |
| Quellen: Cassini und INSEE |      |      |      |      |      |      |      |      |

## Sehenswürdigkeiten

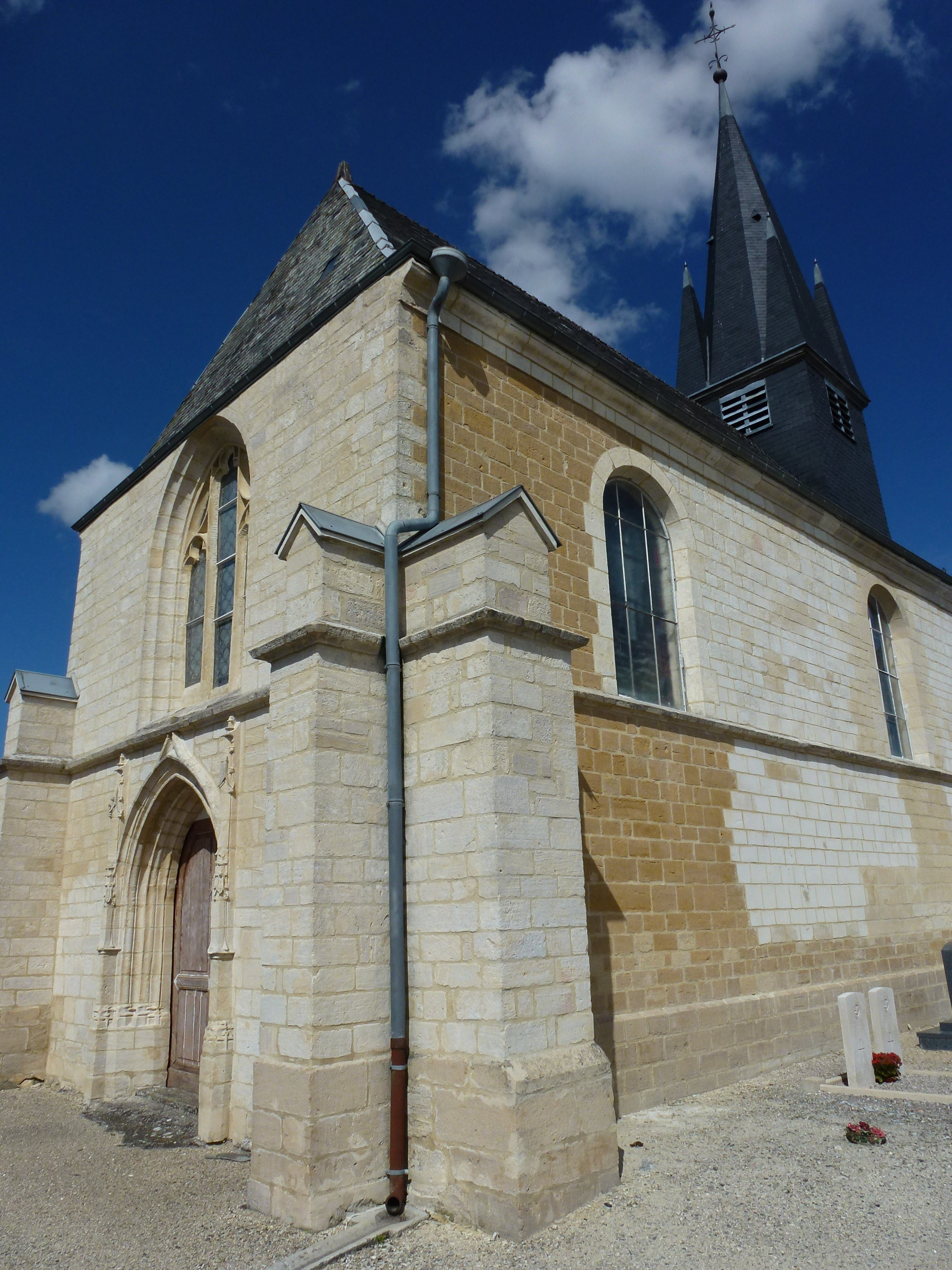
Kirche Saint-Benoît

- Kirche Saint-Benoît

## Persönlichkeiten
- Robert von Sorbon (1201–1274), Theologe und Hofkaplan, Namensgeber der Universität von Paris (Sorbonne)